# Iwan Alexandrowitsch Stebut

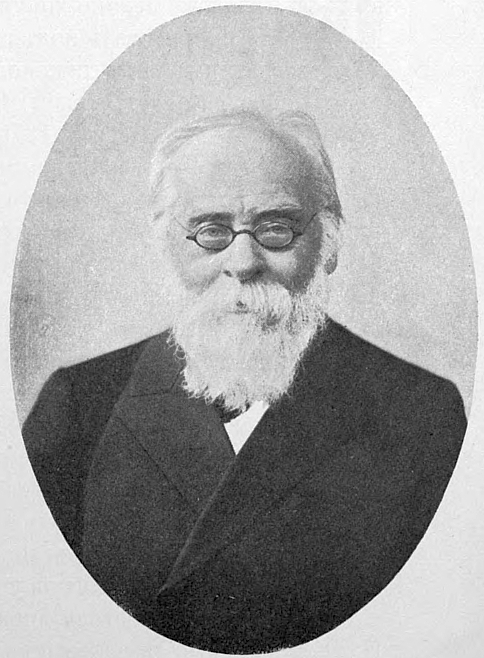
Iwan Alexandrowitsch Stebut

Iwan Alexandrowitsch Stebut (russisch Иван Александрович Стебут; * 31. Januarjul. / 12. Februar 1833greg. in Welikije Luki; † 20. Oktober 1923 in Moskau) war ein russischer Agronom und Hochschullehrer.

## Leben
Stebut besuchte in St. Petersburg das 2. Gymnasium mit Abschluss 1850. Darauf studierte er am Institut für Gebirgs- und Landwirtschaft (jetzt Belarussische staatliche landwirtschaftliche Akademie) in Gorki. Nach dem Studium blieb er dort und unterrichtete ab 1854. 1856 wurde er zum Studium der lokalen Musterwirtschaften in die Ostseegouvernements geschickt. Sein Bericht wurde vom Ministerium für den Staatsbesitz ausgezeichnet. Bei dem anschließenden dreijährigen Auslandsaufenthalt blieb er lange in Jena, wo er Naturwissenschaft und insbesondere Chemie studierte. Er lernte fast alle höheren landwirtschaftlichen Bildungseinrichtungen in Deutschland, Frankreich, Belgien und England kennen.
Nach seiner Rückkehr wurde Stebut 1860 Juniorprofessor des Instituts für Gebirgs- und Landwirtschaft in Gorki. Er führte Seminare ein, in denen die Studenten ihre Arbeiten diskutierten und kritisierten. Seine Studenten führte er auch in die Politische Ökonomie ein. Für das Institutsmuseum erwarb er verschiedene Sammlungen, die auf der Weltausstellung London 1862 ausgestellt waren.
1868 verteidigte Stebut an der Universität St. Petersburg seine Magister-Dissertation über die Kalkung zur Wiederherstellung der Fruchtbarkeit, worauf er ins St. Petersburger Landwirtschaftsinstitut (später durch die St. Petersburger Agraruniversität ersetzt) aufgenommen wurde. Bereits im September 1868 wurde er an die neue Petrowskaja-Akademie für Landwirtschaft in Moskau berufen. Neben den Vorlesungen richtete er ein Landwirtschaftsmuseum ein sowie Versuchsfelder und Laboratorien für selbständige Untersuchungen der Studenten. Er trug zur Gründung eines Landwirtschaftsberatungskomitees und einer Monatszeitschrift bei. Er war der Hauptorganisator der Moskauer Polytechnischen Ausstellung 1872. Während der Sommer besuchte er mit seinen Schülern russische Regionen zum Studium der dortigen Landwirtschaft. Er setzte sich für die Unterstützung und den Umbau der russischen Landwirtschaft nach der Bauernbefreiung 1861 ein. Er beteiligte sich an wichtigen russischen und ausländischen Ausstellungen und an Landwirtschaftsmaschinenwettbewerben. Das Gut Krotkoje im Gouvernement Tula demonstrierte sein technisches und ökonomisches Wirken. Viele wissenschaftliche und landwirtschaftliche Gesellschaften nahmen ihn als Mitglied auf.
Stebut verließ die Petrowskaja-Akademie, die im Februar 1894 geschlossen und im Juni 1894 durch das neue Moskauer Landwirtschaftsinstitut ersetzt wurde. Dies unterbrach jedoch nicht Stebuts Arbeit für die Landwirtschaft. Insbesondere setzte er sich hartnäckig für die landwirtschaftliche Ausbildung der Frauen ein. Dank seiner Bemühungen wurden im Sommer 1900 bei den Moskauer Landwirtschaftsausbildungseinrichtungen die ersten Landwirtschaftskurse für Frauen durchgeführt, die als Stebut-Kurse bekannt wurden. In gleicher Weise initiierte er 1904 in St. Petersburg die Höheren Frauenkurse für Landwirtschaft, die der Anfang der St. Petersburger Agraruniversität waren.
Seit 1898 war Stebut Vorsitzender des Wissenschaftskomitees des Ministeriums für Landwirtschaft und Staatsbesitz und gleichzeitig Mitglied des Ministerrats. Auch war er Kurator der Gottesmutter-Landwirtschaftsmittelschule. Er veröffentlichte viele Fachaufsätze, Übersetzungen und Überarbeitungen ausländischer Handbücher.
Stebuts Sohn Alexander Iwanowitsch Stebut war Agrarwissenschaftler, Bodenkundler und Pflanzenzüchter.